# Antonio Gamoneda
Antonio Gamoneda (Oviedo, 30 de Maio de 1931) é um crítico de arte e poeta espanhol vencedor do Prémio Cervantes de 2006.
Reside em León desde 1934. Aí dirigiu a Fundación Sierra-Pambley, vinculada inicialmente à Institución Libre de Enseñanza.
É doutor honoris causa pela Universidad de León.
Algumas das obras deste poeta foram traduzidas para português, como Libro del frío, Arden las pérdidas e Descripción de la mentira.
Participou, com diversos textos poéticos, numa Selecta de Poetas de Léon, Tengo Algo de Arbol / Tenho Qualquer Coisa de Árvore, de edição bilingue (castelhano - português).
Participou, com leituras de poemas e conferências, em cursos e encontros de instituições de Espanha, Europa, América, África e Ásia.

## Obras
Poesia
- Sublevación inmóvil,  (1960)
- Descripción de la mentira (1977)(traduzido para sueco, português e francês)
- León de la mirada (1979)
- Blues castellano (1982)(traduzido para francês)
- Lápidas (1986)
- Edad : (poesia 1947-1986) (1987)
- Libro del frío (1992)(traduzido para francês, português e holandês)
- Sección de la memoria (1993)
- Poemas, Palma  (1996)
- Cuaderno de octubre (1997)
- Pavana impura (2000)
- Sólo luz: antologia poética  (2000)
- Arden las pérdidas (2003)(traduzido para português)
- La voz de Antonio Gamoneda  (2004)
- Reescritura (2004)
- Cecilia.  (2004)
- Esta luz : poesia reunida : (1947-2004), (2004)

Prosa
- Relación y fábula (1997)
- Descripción del frío (2002)

Ensaio
- Echauz. La dimensión ideológica de la forma (1978)
- León, traza y memoria (1984)
- Zamora. Fotografías (1987)
- El cuerpo de los símbolos (1997)
- Libro de los venenos : corrupción y fábula del libro sexto de Pedacio Dioscórides y Andrés de Laguna acerca de los venenos mortíferos y de las fieras que arrojan de sí ponzoña (1997)
- Conocimiento, revelación, lenguajes (2000)

Obras em colaboração
- Los jóvenes (1970)
- Tres poemas provisionales (1979)
- Dos poetas en su voz (1992)
- Tauromaquia : mortal 1936 (1994)
- Encuentro en el territorio del frío (1995)
- La alegría de los naufragios (1999)
- ¿Tú? (1999)(em colaboração com Antoni Tàpies, traduzido para francês)
- Eros y thánatos: pinturas de Álvaro Delgado com onze poemas de Antonio Gamoneda (2000)
- Un bosque en obras: vanguardias en la escultura en madera (2000)
- Juan Barjola (2002)
- Antonio Gamoneda (2003)

Selectas
- Tengo Algo de Arbol / Tenho Qualquer Coisa de Árvore - Selecta de Poetas de Léon (2007)(edição bilingue castelhano/português)

Antologias
- Sólo luz (2000)
- Antonio Gamoneda - Antología Poética (2002)
- Atravesando olvido (México D.F., 2004)
- Lengua y herida (Buenos Aires, 2004)
- Aunque ya es tarde (versão hebraica, Jerusalém)

## Prémios
- Prémio Cervantes (2006)
- Prémio Raínha Sofia de Poesia Iberoamericana (2006)
- Prix Européen de Litterature Nathan Katz (2005)
- Prémio Nacional de literatura (Espanha) (1988)
- Prémio Castela e Leão das Letras (1985)